# بوگاتی لا ویتور نویره
بوگاتی لا ویتور نویره (به فرانسوی: Bugatti La Voiture Noire) یک ابر خودروی لوکس ساخت شرکت خودروسازی فرانسوی بوگاتی اتومبیلز است. این مدل منحصربه‌فرد در نمایشگاه خودروی ژنو ۲۰۱۹ به‌عنوان گران‌ترین خودروی جهان معرفی شد. این مدل بر اساس شیرون ساخته شده‌است؛ و به بوگاتی تیپ ۵۷ که در چهار نسخه تولید شده، ادای احترام می‌کند. این خودرو برای جشن ۱۱۰مین سالگرد تأسیس این شرکت که در سال ۱۹۰۹ توسط اتوره بوگاتی پایه‌گذاری شد، ساخته شد.
طبق گزارش‌های روزنامه‌های تبلوید، لا ویتور نویره در دسامبر ۲۰۲۱ در زوریخ سوئیس به ثبت رسید. لا ویتور نویره متعلق به یکی از اعضای خانواده فردیناند پیک است؛ مردی که در ابتدا ماشین برای او سفارش داده شد؛ ولی قبل از دریافت آن از دنیا رفت.
لا ویتور نویره در معرض اطلاعات نادرست قابل توجهی در مورد مالکیت آن قرار گرفته‌است. تعدادی از روزنامه‌ها، نشریات و وبلاگ‌های آنلاین ادعاهای نادرستی مبنی بر اینکه کریستیانو رونالدو فوتبالیست پرتغالی مالک این خودرو بوده‌است ایجاد و منتشر کردند. این شایعه، که اعتقاد بر این است که از گزارشی از روزنامه ورزشی اسپانیایی مارکا سرچشمه گرفته‌است، توسط سخنگوی رونالدو تکذیب شد. علیرغم این ادعای آشکارا نادرست، این باور که رونالدو مالک لا ویتور نویره است همچنان در فضای آنلاین فراگیر است.